# Господарський суд Херсонської області
Господарський суд Херсонської області — місцевий спеціалізований господарський суд першої інстанції, розташований у місті Херсоні, юрисдикція якого поширюється на Херсонську область.

## Компетенція
Місцевий господарський суд керуються при здійсненні судочинства Господарським процесуальним кодексом України. Він розглядає господарські справи, тобто ті, що виникають у зв'язку із здійсненням господарської діяльності юридичними особами та фізичними особами-підприємцями. Це, зокрема, справи про стягнення заборгованості за договорами, про чинність договорів, про відшкодування шкоди, про банкрутство, про захист права власності, корпоративні спори та ін.
Господарський суд розглядає справу, як правило, за місцезнаходженням відповідача, тобто якщо офіційна адреса відповідача зареєстрована на території юрисдикції цього суду.

## Структура
В суді здійснюють правосуддя 11 суддів. Безпосереднє керівництво апаратом суду здійснює керівник апарату, який забезпечує організацію роботи структурних підрозділів суду, працівників апарату суду, їх взаємодію у виконанні завдань, покладених на апарат суду та несе персональну відповідальність за належне організаційне забезпечення суду, суддів та судового процесу, функціонування автоматизованої системи документообігу суду. Заступник керівника апарату здійснює керівництво діяльністю апарату суду в межах повноважень наданих керівником апарату суду.
Апарат суду сформований із відділів, у тому числі організаційного забезпечення діяльності суду, фінансового та бухгалтерського забезпечення, канцелярія та ін.
Керівництво діяльністю кожного з відділів забезпечує начальник відділу, який несе персональну відповідальність за виконання завдань, покладених на цей відділ.
Крім того, в апараті суду утворено патронатну службу, до якої відносяться посади помічників суддів.

## Керівництво
Голова суду — Литвинова Вікторія Володимирівна
 Заступник голови суду — Гридасов Юрій Володимирович
 Керівник апарату — Бабіжаєв Костянтин Вікторович.

## Реорганізація
26 червня 2018 року на виконання Указу Президента України «Про ліквідацію місцевих господарських судів та утворення окружних господарських судів» № 453/2017 від 29.12.2017 р. Херсонський окружний господарський суд зареєстровано як юридичну особу. Новоутворена судова установа почне свою роботу з дня, визначеного в окремому повідомленні.